# Fédération internationale de bateau-dragon
La Fédération internationale de Bateau-dragon (en anglais et officiellement International Dragon Boat Federation) (IDBF) est une association sportive internationale qui fédère plus de 70 fédérations nationales du monde entier.
L'IDBF est affiliée à l'Association générale des fédérations internationales de sports. Elle est également partie prenante de l'Agence mondiale antidopage.
Elle assure la responsabilité de la définition des règles officielles et partage l'organisation de compétitions internationales majeures. En effet, la Fédération internationale de canoë organise aussi sa promotion . Des discussions sont en cours pour faire converger les actions.

## Associations membres

Carte des membres en janvier 2012
DBFA - Dragon Boat Federation of Africa
PADBF - Pan American Dragon Boat Federation
ADBF - Asian Dragon Boat Federation
EDBF - European Dragon Boat Federation
ODBF - Oceania Dragon Boat Federation

La fédération est créée le 24 juin 1991 à Hong-Kong  avec 12 pays fondateurs : Australie, Chine, Taïwan, Hong-Kong, Indonésie, Italie, Malaisie, Norvège, Philippines;  Singapour, les États-Unis et le Royaume-Uni.
En 2018, la IDBF avait 73 pays membres avec trois niveaux de statut.
| Pays                | Fédération                                             | Qualité      | Date d'adhésion | Site web                        |
| ------------------- | ------------------------------------------------------ | ------------ | --------------- | ------------------------------- |
| Australie           | Australian Dragon Boat Federation                      | Full Member  | Since 1991      | www.ausdbf.com.au               |
| Autriche            | Austrian Dragon Boat Association                       | Full Member  | Since 2005      | www.dragonboat.co.at            |
| Canada              | Dragon Boat Canada                                     | Full Member  | Since 1993      | www.dragonboat.ca               |
| Chine               | Chinese Dragon Boat Association                        | Full Member  | Since 1991      | dragonboat.sport.org.cn/        |
| Chinese Taipei      | Chinese Taipei Dragon Boat Association                 | Full Member  | Since 1991      |                                 |
| Chypre              | Cyprus Dragon Boat Association                         | Full Member  | Since 2007      |                                 |
| République tchèque  | Czech Dragon Boat Association                          | Full Member  | Since 2001      | www.dragonboat.cz               |
| Danemark            | Danish Dragon Boat Association                         | Full Member  | Since 1994      |                                 |
| France              | France Dragon Boat Federation                          | Full Member  | Since 1998      |                                 |
| Allemagne           | German Dragon Boat Association                         | Full Member  | Since 1993      | www.drachenboot.de              |
| Grande-Bretagne     | British Dragon Boat Racing Association                 | Full Member  | Since 1991      | www.dragonboat.org.uk           |
| Guam                | Guam Dragon Boat Federation                            | Full Member  | Since 2006      |                                 |
| Hong Kong           | Hong Kong Dragon Boat Association                      | Full Member  | Since 1991      | www.hkdba.com.hk                |
| Hongrie             | Hungarian Dragon Boat Federation                       | Full Member  | Since 1999      | www.dragonboat.hu               |
| Inde                | Dragon Boat Federation of India                        | Full Member  | Since 2007      |                                 |
| Indonésie           | Indonesian Rowing and Canoeing Association             | Full Member  | Since 1991      |                                 |
| Iran                | Iran Dragon Boat Association                           | Full Member  | Since 2007      |                                 |
| Irlande             | Irish Dragon Boat Association                          | Full Member  | Since 2005      | www.dragonboat.ie               |
| Italie              | Italian Federation for Dragon Boats                    | Full Member  | Since 1991      | www.dragonboat.it               |
| Japon               | Japan Dragon Boat Association                          | Full Member  | Since 1992      | www.jdba-dragonboat.com         |
| Corée du Sud        | Korean Dragon Boat Association                         | Full Member  | Since 2001      | www.kdba.or.kr                  |
| Macao               | Macau China Dragon Boat Association                    | Full Member  | Since 2001      |                                 |
| Birmanie            | Myanmar Rowing and Canoe Federation                    | Full Member  | Since 1993      |                                 |
| Pays-Bas            | Netherlands Dragon Boat Federation                     | Full Member  | Since 1999      | www.ndbf.nl                     |
| Nouvelle-Zélande    | New Zealand Dragon Boat Association                    | Full Member  | Since 1992      | www.nzdba.co.nz                 |
| Norvège             | Norwegian Dragon Boat Association                      | Full Member  | Since 1991      |                                 |
| Philippines         | Philippines Dragon Boat Federation                     | Full Member  | Since 1991      | www.pdbf.com                    |
| Pologne             | Polish Dragon Boat Federation                          | Full Member  | Since 1999      | www.dragonboat.pl               |
| Russie              | Russian Association Of Paddle Sports                   | Full Member  | Since 2001      |                                 |
| Singapour           | Singapore Dragon Boat Association                      | Full Member  | Since 1991      | www.sdba.org.sg                 |
| Afrique du Sud      | South African Dragon Boat Association                  | Full Member  | Since 1995      | www.dragonboat.org.za           |
| Espagne             | Dragon Boat Association of Spain                       | Full Member  | Since 2007      |                                 |
| Suède               | Swedish Dragon Boat Association                        | Full Member  | Since 1992      |                                 |
| Suisse              | Swiss Dragon Boat Federation                           | Full Member  | Since 1996      |                                 |
| Ukraine             | Ukraine Dragon Boat Federation                         | Full Member  | Since 2004      | www.dragonboat.org.ua           |
| Émirats arabes unis | UAE Dragon Boat Association                            | Full Member  | Since 2005      | www.dubaidragonboat.com         |
| États-Unis          | United States Dragon Boat Federation                   | Full Member  | Since 1991      | www.usdbf.org                   |
| Viêt Nam            | Vietnam Canoeing, Rowing and Sailing Federation        | Full Member  | Since 2006      |                                 |
| Arménie             | Armenian Dragon Boat Federation                        | Basic Member | Since 2012      | www.armdbf.am                   |
| Bangladesh          | Bangladesh Rowing Federation                           | Associate    | Since 1992      |                                 |
| Biélorussie         | Belarussian Dragon Boat Federation                     | Basic Member | Since 2010      |                                 |
| Belgique            | Belgium Dragon Boat Association                        | Basic Member | Since 2004      |                                 |
| Brésil              | Dragon Boats Brazil                                    | Basic Member | Since 2009      |                                 |
| Brunei              | Brunei Darussalam National Boat Race Association       | Basic Member | Since 2011      |                                 |
| Bulgarie            | Bulgarian Dragon Boat Association                      | Basic Member | Since 2005      |                                 |
| Cameroun            | Cameroun Water Sports Federation                       | Associate    | Since 2006      |                                 |
| Chili               | Chilean Dragon Boat Federation                         | Basic Member | Since 2006      | www.dragonboatchile.blogspot.ca |
| Costa Rica          | Costa Rica Adventure and Paddle Sports Association     | Basic Member | Since 2007      |                                 |
| Croatie             | Croatian Dragon Boat Association                       | Basic Member | Since 2005      |                                 |
| Estonie             | Estonian Dragon Boat Association                       | Basic Member | Since 2015      | www.dragonboat.ee               |
| Polynésie française | Dragon Boat Assoc of French Polynesia (Tahiti Nui)     | Basic Member | Since 2012      |                                 |
| Ghana               | Ghana Rafting and Dragon Boat Association              | Basic Member | Since 2009      | www.ghanadragonboat.com         |
| Guadeloupe          | Dragon Boats Guadeloupe                                | Basic Member | Since 2012      |                                 |
| Jamaïque            | Jamaican Dragon Boat Association                       | Basic Member | Since 2005      |                                 |
| Kenya               | Kenya Dragon Boat Federation                           | Basic Member | Since 2012      |                                 |
| Lituanie            | Dragon Boats Lithuania                                 | Basic Member | Since 2009      |                                 |
| Malaisie            | Malaysia Dragon Boat Association                       | Basic Member | Since 1991      | www.dragonboat.my               |
| Maurice             | Wushu, Dragon, Lion Dance Federation of Mauritius      | Basic Member | Since 2011      |                                 |
| Moldavie            | Moldova Dragon Boat Federation                         | Basic Member | Since 2006      |                                 |
| Nigeria             | Nigerian Dragon Boat and Traditional Boat Organisation | Basic Member | Since 2011      |                                 |
| Oman                | Oman Dragon Boat Club                                  | Basic Member | Since 2006      | omandbc.blogspot.com            |
| Portugal            | Portuguese Dragon Boat Association                     | Basic Member | Since 1998      |                                 |
| Porto Rico          | Puerto Rico Dragon Boat Federation                     | Basic Member | Since 2010      | www.prdbf.com                   |
| Qatar               | Qatar Dragon Boat                                      | Basic Member | Since 2013      | www.qatardragonboat.com/        |
| La Réunion          | Reunion Island Dragon Boat Association                 | Basic Member | Since 2008      | ragonboat974.sportblog.fr       |
| Roumanie            | Romanian Dragon Boat Federation                        | Basic Member | Since 2012      |                                 |
| Sénégal             | Senegal Traditional Regatta Federation                 | Basic Member | Since 2007      |                                 |
| Serbie              | Serbian Dragon Boat Federation                         | Basic Member | Since 2009      | www.dragonboat.rs               |
| Slovaquie           | Slovak Dragon Boat Association                         | Basic Member | Since 2006      | www.dragonboat.sk               |
| Somalie             | Somali Dragon Boat Federation                          | Basic Member | Since 2004      |                                 |
| Thaïlande           | Rowing and Canoeing Association of Thailand            | Basic Member | Since 2009      | www.rcat.or.th/en               |
| Trinité-et-Tobago   | Trinidad and Tobago Dragon Boat Federation             | Basic Member | Since 2006      |                                 |
| Turquie             | Turkish Dragon Boat Federation                         | Basic Member | Since 2007      |                                 |
| Ouganda             | Uganda Dragon Boat Federation                          | Basic Member | Since 2006      |                                 |